# 格尔德·钦特尔
格尔德·钦特尔（德語：Gerd Cintl，1938年12月11日—2017年12月26日），德国男子赛艇运动员。他曾代表德国联队参加1960年夏季奥林匹克运动会赛艇比赛，获得男子四人单桨有舵手金牌。